# Бонова, Наталья Сергеевна
Наталья Сергеевна Бонова — советский хозяйственный, государственный и политический деятель.

## Биография
Родилась в 1910 году в Москве в семье рабочего. Член КПСС с 1949 года.
С 1929 года — на хозяйственной, общественной и политической работе. В 1929—1976 гг. — студентка 2-го Московского государственного медицинского института, педиатр, затем заведующая поликлиникой в городе Люберцы, заведующая отделением, заместитель главного врача, главный врач Морозовской детской городской клинической больницы № 1.
Избиралась депутатом Верховного Совета СССР 7-го созыва.
Умерла после 1976 года.